# Force d'occupation du Commonwealth britannique

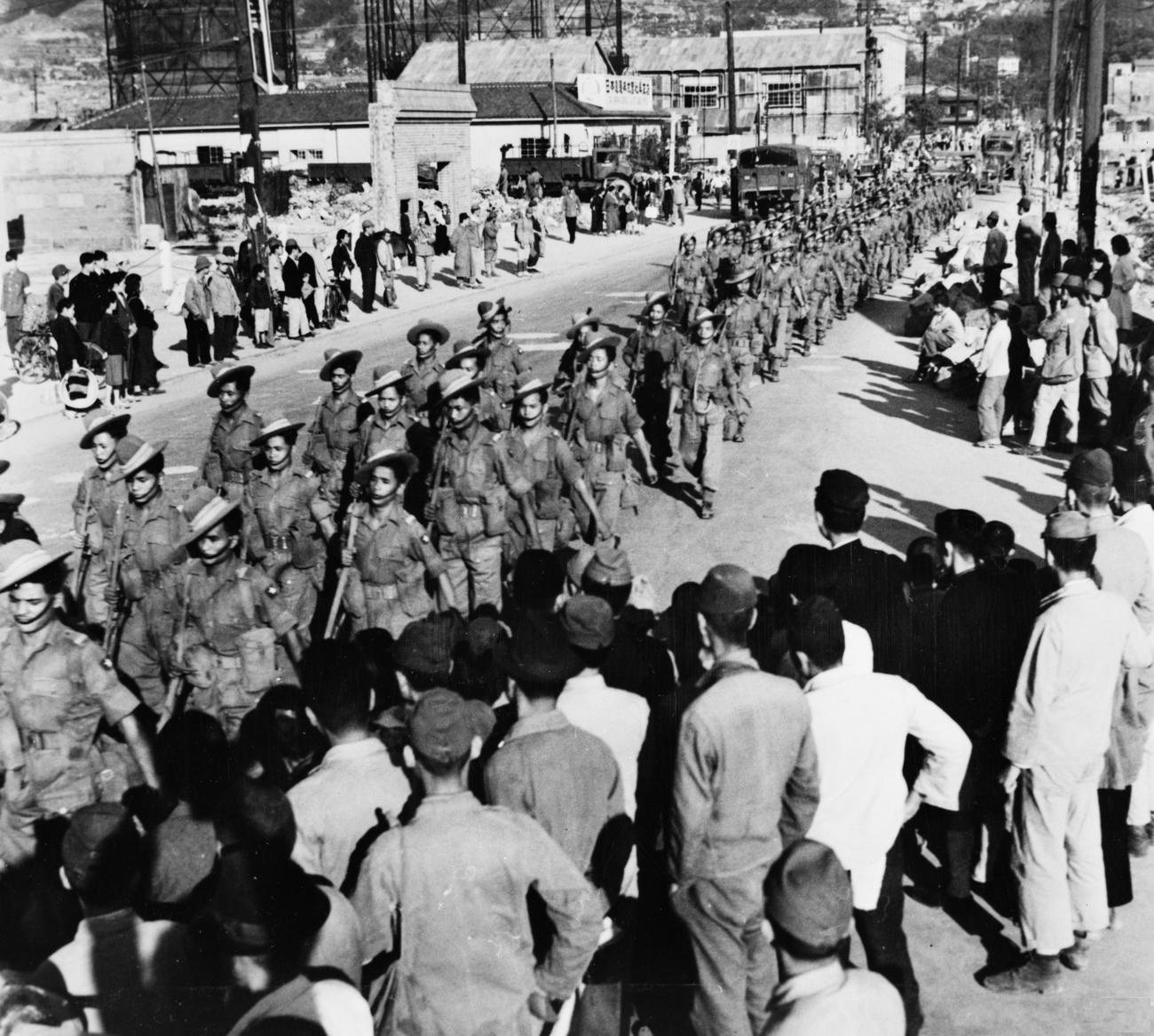
Mai 1946: le 2e bataillon indien défile dans les rues de Kure peu après son arrivée au Japon.

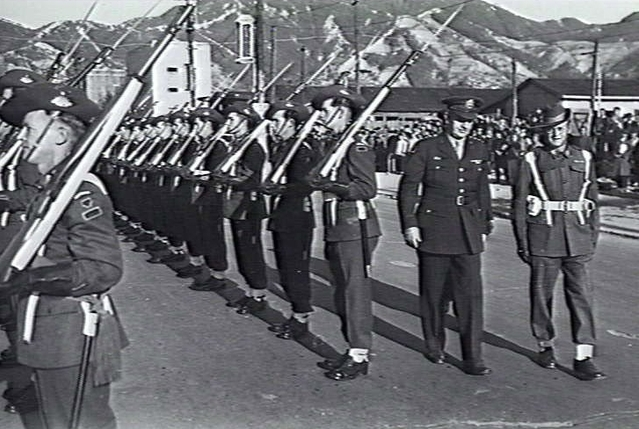
Le général américain Eichelberger inspectant la garde d'honneur australienne au quartier général de la force d'occupation du Commonwealth britannique.

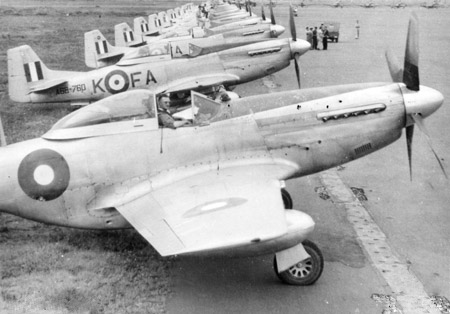
P-51D Mustangs du No. 82 Squadron RAAF au Japon en 1947.

La Force d'occupation du Commonwealth britannique (The British Commonwealth Occupation Force (BCOF)) était le nom donné aux forces militaires communes australiennes, britanniques, indiennes et néo-zélandaises déployées sur le territoire du Japon occupé, du 21 février 1946 jusqu'à la fin de l'occupation en 1952. À son apogée, la BCOF comprenait environ 40 000 personnes, soit environ 25 % du total des forces d’occupation alliées au Japon. 
Alors que les forces américaines étaient responsables de gouvernement militaire, la BCOF supervisait la démilitarisation et la destruction des industries de guerre japonaises. La BCOF a également été responsable de l'occupation des préfectures occidentales de Shimane, Yamaguchi, Tottori, Okayama, Hiroshima et l'île de Shikoku. Elle a également reçu le soutien du Service auxiliaire féminin. Le siège de la BCOF était situé à Kure. 
Pour la plus grande partie de la période d'occupation, l'Australie a fourni la majorité du personnel de la BCOF qui, initialement comprenait la 34e brigade d'infanterie australienne, la  5e brigade d'infanterie britannique, la 268e brigade indienne et la 2e force expéditionnaire néo-zélandaise (J-Force). 
Le commandement de la force a toujours été assuré par les Australiens avec les généraux 
- John Northcott, de février à juin 1946 ;
- Horace Robertson, de juin 1946 à novembre 1951 ;
- William Bridgeford de novembre 1951 jusqu'à la fin de l'occupation.

La flotte britannique du Pacifique a fourni au départ la plus grande partie des forces navales.
Les forces aériennes, connues sous le nom de BCAIR, étaient initialement composées de forces australiennes (81e Fighter Wing, volant sur P-51 Mustangs, britanniques (11e et 17e escadrilles, volant sur Spitfires), indiennes (4e escadrille indienne avec des Spitfires), et néo-zélandaise (14e escadrille ayant des F4U Corsairs). 
Au cours de l'année 1947, la BCOF commença de se retirer du Japon. Toutefois, à partir de 1950, les bases de la BCOF ont été utilisées par les forces australiennes et d'autres pays pour la guerre de Corée. La BCOF a effectivement été supprimée en 1951, et la direction des forces du Commonwealth au Japon a été transféré aux forces du Commonwealth britannique en Corée.